# دژ پورلوخ لی تپه
دژ پورلوخ لی تپه در شهرستان هشترود، بخش مرکزی، روستای دیزج علیقلی بیگ واقع شده و این اثر در تاریخ ۱۱ مرداد ۱۳۸۴ با شمارهٔ ثبت ۱۲۶۴۲ به‌عنوان یکی از آثار ملی ایران به ثبت رسیده است.